# Mordella longipalpis
Mordella longipalpis es una especie de coleóptero de la familia Mordellidae.

## Distribución geográfica
Habita en Illinois (Estados Unidos).